# Chiesa di Sant'Antonio Abate (Quarona)
La chiesa di Sant'Antonio Abate è la parrocchiale di Quarona, in provincia di Vercelli e diocesi di Novara; fa parte dell'unità pastorale dell'Alta Valsesia.

## Storia
L'originaria parrocchiale di Quarona era la chiesa di San Giovanni Battista, ubicata su un'altura che sovrasta il paese e raggiungibile tramite un impervio sentiero.
Nel 1599 iniziarono i lavori di costruzione della nuova chiesa di Sant'Antonio Abate in paese, disegnata da padre Cleto da Castelletto Ticino; il luogo di culto venne consacrato dal vescovo di Novara Ferdinando Taverna il 9 ottobre 1617. Nello stesso anno la parrocchialità fu qui trasferita per la comodità dei fedeli, giacché specialmente per infermi e anziani non era agevole recarsi presso l'antica chiesa di San Giovanni Battista.

## Descrizione

### Esterno

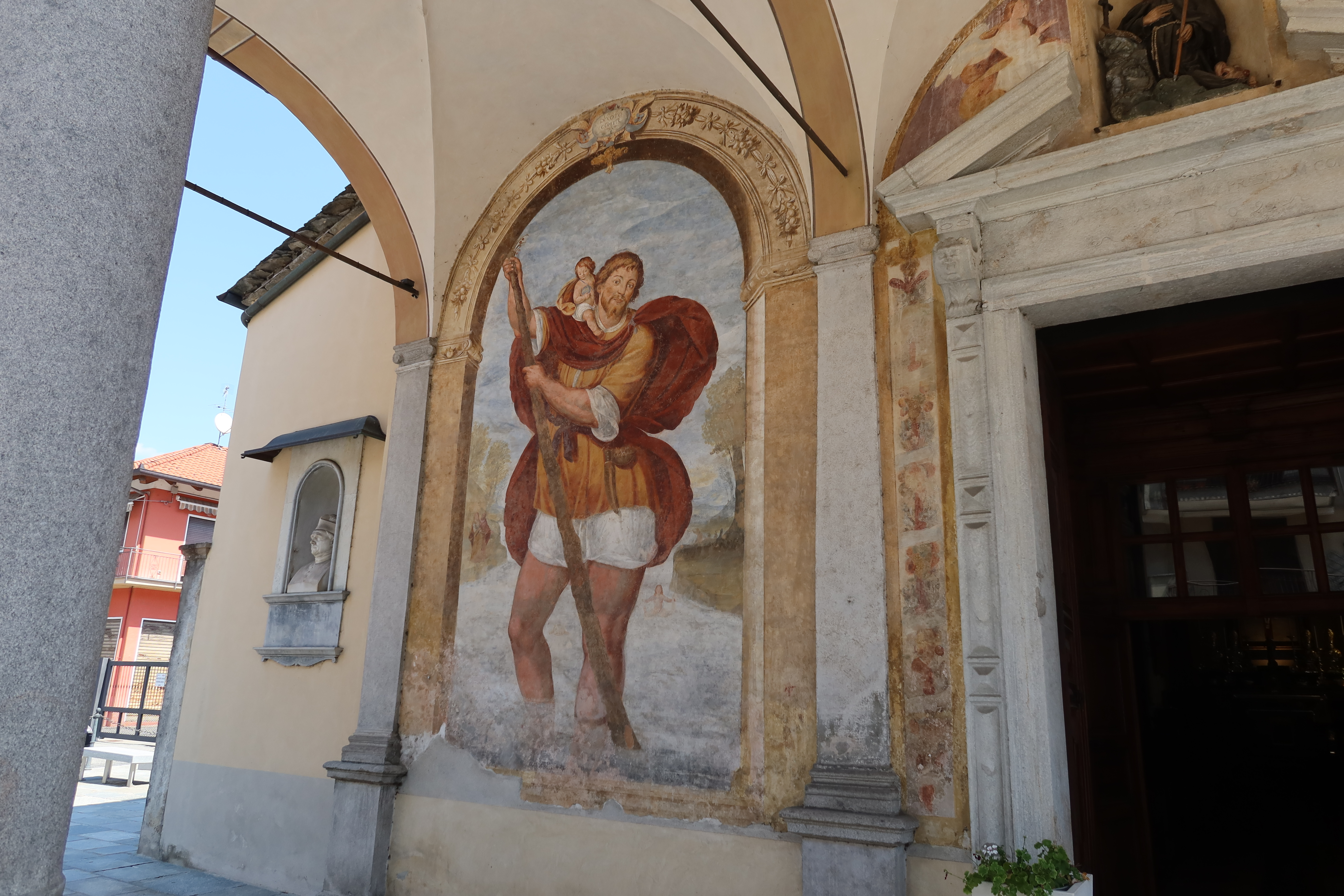
L'affresco raffigurante San Cristoforo

La facciata a capanna della chiesa, rivolta a occidente e anticipata dal pronao caratterizzato da archi a tutto sesto sorretti da colonne, presenta al centro il portale d'ingresso, sormontato da una statua in terracotta del santo patrono risalente al 1723 e da un dipinto con soggetto l'Annunciazione e affiancato da due affreschi che raffigurano rispettivamente San Cristoforo e Sant'Antonio di Padova; sopra, invece, vi sono una trifora murata e due finestre.
Annesso alla parrocchiale è il campanile a base quadrata, suddiviso da cornici in più registri ed inaugurato nel 1703; la cella presenta su ogni lato una monofora ed è coronata dalla cupoletta poggiante sul tamburo ottagonale.

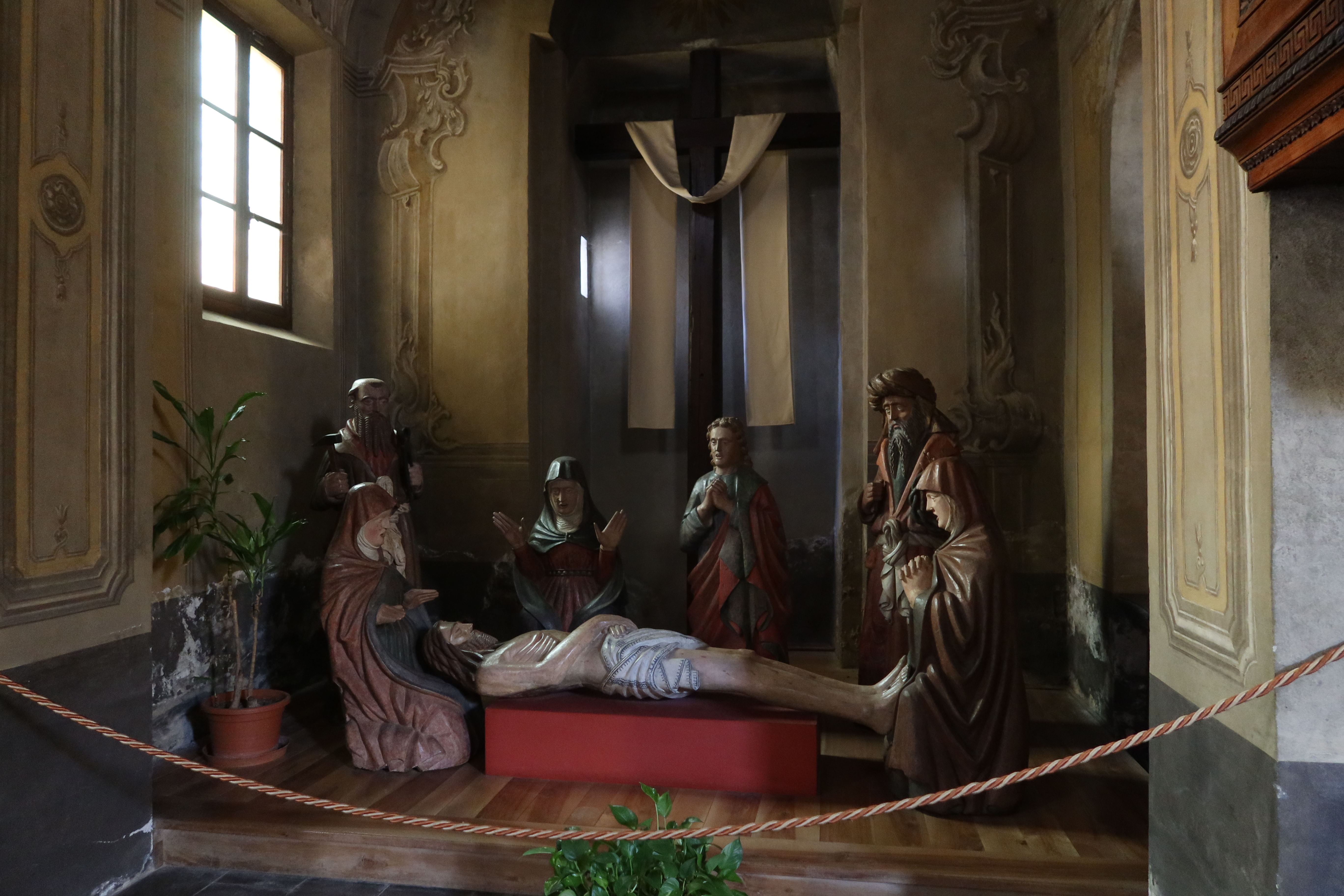
Il gruppo scultoreo della Pietà

### Interno
L'interno dell'edificio si compone di un'unica navata, sulla quale si affacciano le cappelle laterali introdotte da archi a tutto sesto e le cui pareti sono scandite da lesene, sorreggenti la trabeazione aggettante e modanata sopra la quale si imposta la volta a botte, abbellita da riquadri contenenti degli affreschi che raffigurano dei santi; al termine dell'aula si sviluppa il presbiterio, rialzato di tre gradini, delimitato da balaustre e ospitante l'altare maggiore.
Qui sono conservate diverse opere di pregio, tra le quali un polittico, eseguito nel XVI secolo nella bottega di Teseo Cavallazzi e in parte trafugato nel 1975, il gruppo scultoreo della Pietà, realizzato sul finire del Quattrocento, e l'ancona della cappella di San Vincenzo, dipinta da Giacomo Fantoni.